# Daigō Watanabe
Daigō Watanabe (渡邉 大剛?, Watanabe Daigō; Nagasaki, 3 dicembre 1984) è un ex calciatore giapponese, di ruolo centrocampista.

## Biografia
È il fratello maggiore dei calciatori Mitsuki e Kazuma Watanabe.